# Live! (album de Carla Bley)
Pour les articles homonymes, voir Live! et Liste des albums intitulés Live.
Albums de Carla Bley
Social Studies
(1980) I Hate to Sing
(1983)
Live! est un album live de la pianiste et compositrice de jazz américaine Carla Bley, sorti en 1982 chez Watt/ECM.

## À propos de l'album
Autour de 1980, Carla Bley est tiraillée entre, d'un côté, ses projets extravagants comme Escalator over the Hill ou Tropic Appetites, et le versant romantique de son œuvre illustré par sa composition 3/4 ou l'album Social Studies. Et dans le même temps, elle rêve d'avoir un groupe de jazz-rock mâtiné de funk, ce qui lui amènera une certaine célébrité, sans produire ses œuvre les plus intéressantes, selon Brian Olewnick (AllMusic). Pour lui, les solistes présents sur Live!, pourtant de grande qualité, ne semblent pas très inspirés, et les compositions sont « relativement ternes ou maladroites ». Tyran Grillo, quant à lui, est enthousiasmé par l'album qu'il trouve fascinant.

## Liste des pistes
Toute la musique est composée par Carla Bley.
| No | Titre                                    | Durée |
| -- | ---------------------------------------- | ----- |
| 1. | Blunt Object                             | 5:10  |
| 2. | The Lord Is Listenin' to Ya, Hallelujah! | 7:24  |
| 3. | Time and Us                              | 7:59  |
| 4. | Still in the Room                        | 9:06  |
| 5. | Real Life Hits                           | 4:26  |
| 6. | Song Sung Long                           | 7:30  |

## Personnel
- Carla Bley : orgue, glockenspiel, piano (piste 3)
- Michael Mantler : trompette
- Steve Slagle (en) : saxophone alto, saxophone soprano, flûte
- Tony Dagradi (en) : saxophone ténor
- Vincent Chancey (en) : cor d'harmonie
- Gary Valente : trombone
- Earl McIntyre : tuba, trombone basse
- Arturo O'Farrill (en) : piano, orgue (piste 3)
- Steve Swallow : guitare basse
- D. Sharpe : batterie